# Rally Villa de Adeje de 2015
El Rally Villa de Adeje de 2015, oficialmente 25º Rally Villa de Adeje-Tenerife, fue la 25.ª edición y la primera ronda de la temporada 2015 del Campeonato de España de Rally. Se celebró del 10 al 11 de abril y contó con un itinerario de doce tramos que sumaban un total de 182,02 km cronometrados.

## Itinerario
| Día   | Tramo                            | Nombre     | Distancia | Hora                       | Ganador      | Tiempo              | Líder        |
| Día 1 |                                  |            |           |                            |              |                     |              |
| ----- | -------------------------------- | ---------- | --------- | -------------------------- | ------------ | ------------------- | ------------ |
| Día 1 | TC1                              | Arico      | 8.58 km   | 18:35                      | Enrique Cruz | 5:29.6              | Enrique Cruz |
| Día 1 | TC2                              | Granadilla | 11.75 km  | 18:55                      | Luis Monzón  | 7:02.7              | Enrique Cruz |
| Día 1 | TC3                              | San Miguel | 23.40 km  | 19:20                      | Luis Monzón  | 14:30.4             | Luis Monzón  |
| Día 1 | TC4                              | Arico      | 8.58 km   | 22:40                      | Luis Monzón  | 5:34.4              | Luis Monzón  |
| Día 1 | TC5                              | Granadilla | 11.75 km  | 23:00                      | Luis Monzón  | 7:06.8              | Luis Monzón  |
| Día 1 | TC6                              | San Miguel | 23.40 km  | 23:25                      | Luis Monzón  | 14:45.3             | Luis Monzón  |
| Día 2 |                                  |            |           |                            |              |                     | Luis Monzón  |
| TC7   | Arona-Vilaflor                   | 14.64 km   | 10:00     | Yeray Lemes                | 8:01.7       |                     | Luis Monzón  |
| TC8   | Adeje                            | 11.34 km   | 11:20     | Luis Monzón                | 7:54.4       |                     | Luis Monzón  |
| TC9   | Guía de Isora-Santiago del Teide | 21.30 km   | 12:00     | Pedro Burgo                | 13:47.5      | Miguel Ángel Fuster |              |
| TC10  | Arona-Vilaflor                   | 14.64 km   | 14:40     | Pedro Burgo                | 8:02.2       | Miguel Ángel Fuster |              |
| TC11  | Adeje                            | 11.34 km   | 16:00     | Sergio Vallejo             | 8:00.2       | Miguel Ángel Fuster |              |
| TC12  | Guía de Isora-Santiago del Teide | 21.30 km   | 16:40     | Sergio Vallejo Pedro Burgo | 13:48.1      | Miguel Ángel Fuster |              |

## Clasificación final
| Pos. | Piloto                | Copiloto            | Automóvil               | Tiempo    | Diferencia |
| ---- | --------------------- | ------------------- | ----------------------- | --------- | ---------- |
| 1.   | Miguel Ángel Fuster   | Ignacio Aviñó       | Porsche 997 GT3 RS 3.8  | 1:55:38.0 | 0.0        |
| 2.   | Pedro Burgo           | Marcos Burgo        | Porsche 997 GT3 RS 3.8  | 1:56:19.9 | +41.9      |
| 3.   | Iván Ares             | Álvaro Bañobre      | Porsche 997 GT3 RS 3.6  | 1:56:22.8 | +44.8      |
| 4.   | Armide Martín         | Pedro J. Domínguez  | Ferrari 360 Rally       | 1:56:35.9 | +57.9      |
| 5.   | Alfonso Viera         | Víctor Pérez        | Škoda Fabia WRC         | 1:57:18.6 | +1:40.6    |
| 6.   | Sergio Vallejo        | Diego Vallejo       | Porsche 997 GT3 RS 3.8  | 1:57:27.4 | +1:49.4    |
| 7.   | Jonathan Pérez Suárez | René Rúa            | Mitsubishi Lancer Evo X | 2:01:56.7 | +6:18.7    |
| 8.   | José Antonio Aznar    | José Crisanto Galán | Porsche 997 GT3 RS 3.6  | 2:05:35.7 | +9:57.7    |
| 9.   | José Luis Peláez      | Diego Sanjuan       | Peugeot 208 R2          | 2:08:00.1 | +12:22.1   |
| 10.  | Ángel Paniceres       | Salvador Belzunces  | Mitsubishi Lancer Evo X | 2:08:05.6 | +12:27.6   |